# Nada Kamel
Nada Kamel, född 27 augusti 1990, är en egyptisk bågskytt. Hon deltog vid olympiska sommarspelen 2012.